# 圣加大肋纳的神婚 (委罗内塞，1575 年)

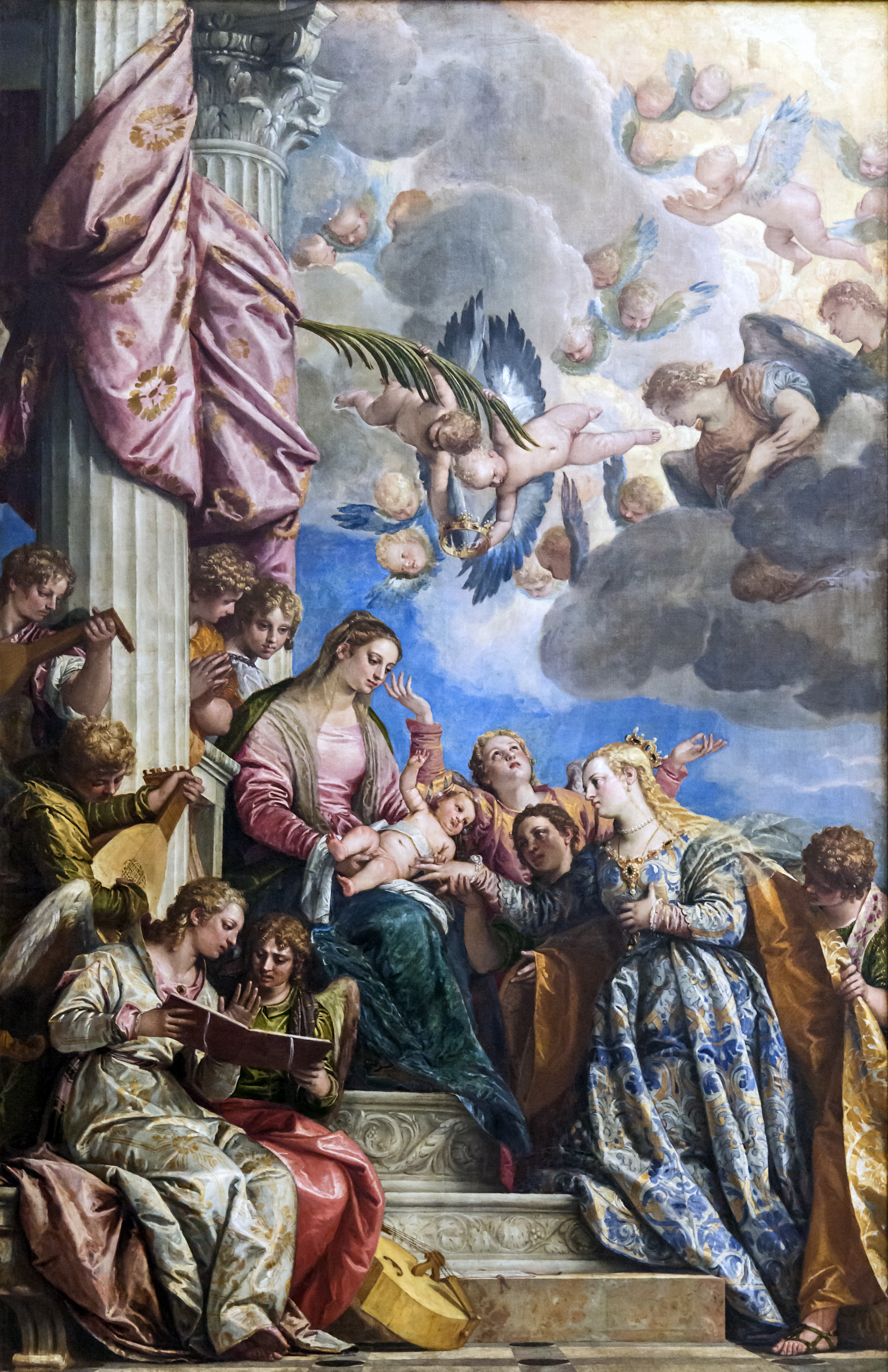

《圣加大肋纳的神婚》是保罗·委罗内塞的一幅布面油画，绘制于约 1575 年，原为圣加大肋纳堂（已废弃）的祭坛画，直到第一次世界大战期间迁入学院美术馆 现址。
"圣加大肋纳的神婚"是委罗内塞多次表现的主题，例如他的1547-1550年的作品。这幅画是提香1519 年至 1526 年作品威尼斯 圣方济会荣耀圣母圣殿的 祭坛画 《佩萨罗圣母》 的成功变体，同样使用不对称对角线构图，圣母和圣婴坐在左侧的阶梯式宝座上。宝座后面的一对科林斯柱，代表信仰的支柱。